# Charleston (Arizona)
Pour les articles homonymes, voir Charleston.
Charleston est une ville fantôme dans le comté de Cochise, dans l'Arizona aux États-Unis.
Elle a été occupée à partir de 1870 jusque dans les années 1890. La principale activité de la ville fut le commerce de broyage de minerai d'argent extrait dans la ville voisine de Tombstone, en Arizona.
Elle est située sur les bords de la rivière San Pedro, à environ 15 km au sud-ouest de Tombstone.

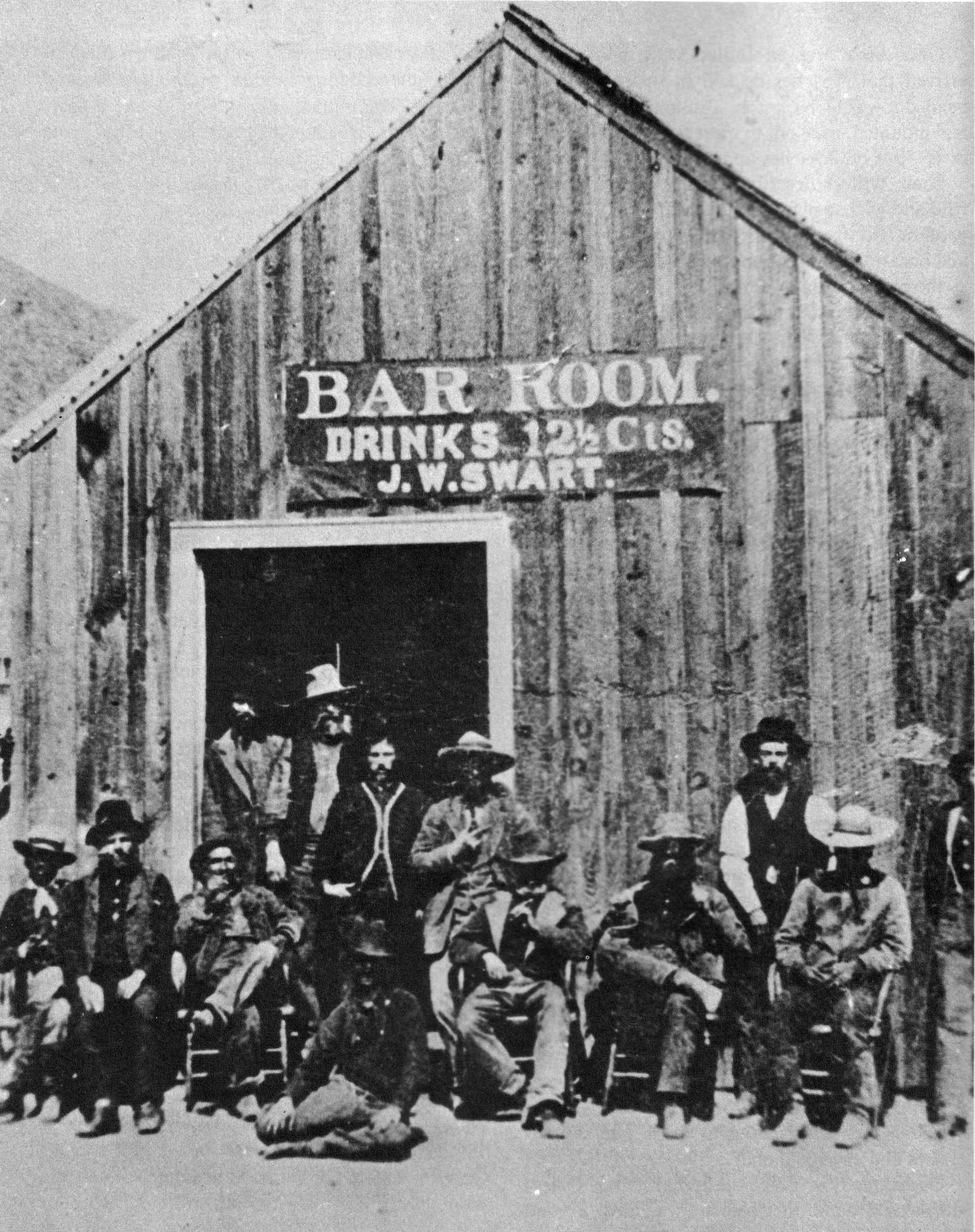
Un saloon à Charleston, 1885